# Tune kommun
Tune kommun (norska: Tune kommune) var en kommun i Østfold fylke i sydöstra Norge. Orten Grålum utgjorde kommunens centralort.

## Administrativ historik
Tune kommun upprättades den 1 januari 1838 (som Tune formannskapsdistrikt) när Formannskapslovene från 1837 trädde i kraft. Kommunen omfattade då den norra delen av nuvarande Sarpsborgs kommun (inklusive Sarpsborg) samt en del av nuvarande Fredrikstads kommun (Rolvsøy socken).
Ett år senare, i samband med att den gamla staden Sarpsborg åter igen fick stadsprivilegier 1839, bröts Sarpsborgs kommun ut ur kommunen för att bilda en stadskommun. Den återstående delen hade då 5 695 invånare.
1861 bröts sedan Varteigs kommun ut ur kommunen. Den återstående delen hade då 6 681 invånare.
Mellan 1884 och 1980 genomfördes ett antal gränsregleringar där olika områden successivt fördes över från Tune kommun till den angränsande stadskommunen Sarpsborg:
- 1 januari 1884: obebott område
- 1 januari 1912: bebott område (696 invånare)
- 1 juli 1925: bebott område (1008 invånare)
- 1 juli 1957: bebott område (66 invånare)
- 1 januari 1980: bebott område (10 invånare)

Den 1 januari 1911 bröts Rolvsøy kommun ut ur kommunen. Den återstående delen omfattade sedan därefter den nordvästra delen av nuvarande Sarpsborgs kommun (ett område kring ön Tunøya, nordväst om staden Sarpsborg) och hade vid delningen 8 040 invånare.
Den 1 januari 1992 gick Tune kommun upp i Sarpsborgs kommun. Kommunens hade då 18 288 invånare.

## Kommunvapen
Blasonering: Kløvd av blått og sølv ved sagsnitt.
(Sköld genom en sågtandskura kluven i blå och silver.)
Kommunvapnet godkändes genom kunglig resolution den 13 maj 1977. Sågtandskuran står för sågverken, som det funnits många av i Tune under flera hundra år. De har skapat många arbetstillfällen såväl som stora ekonomiska värden.

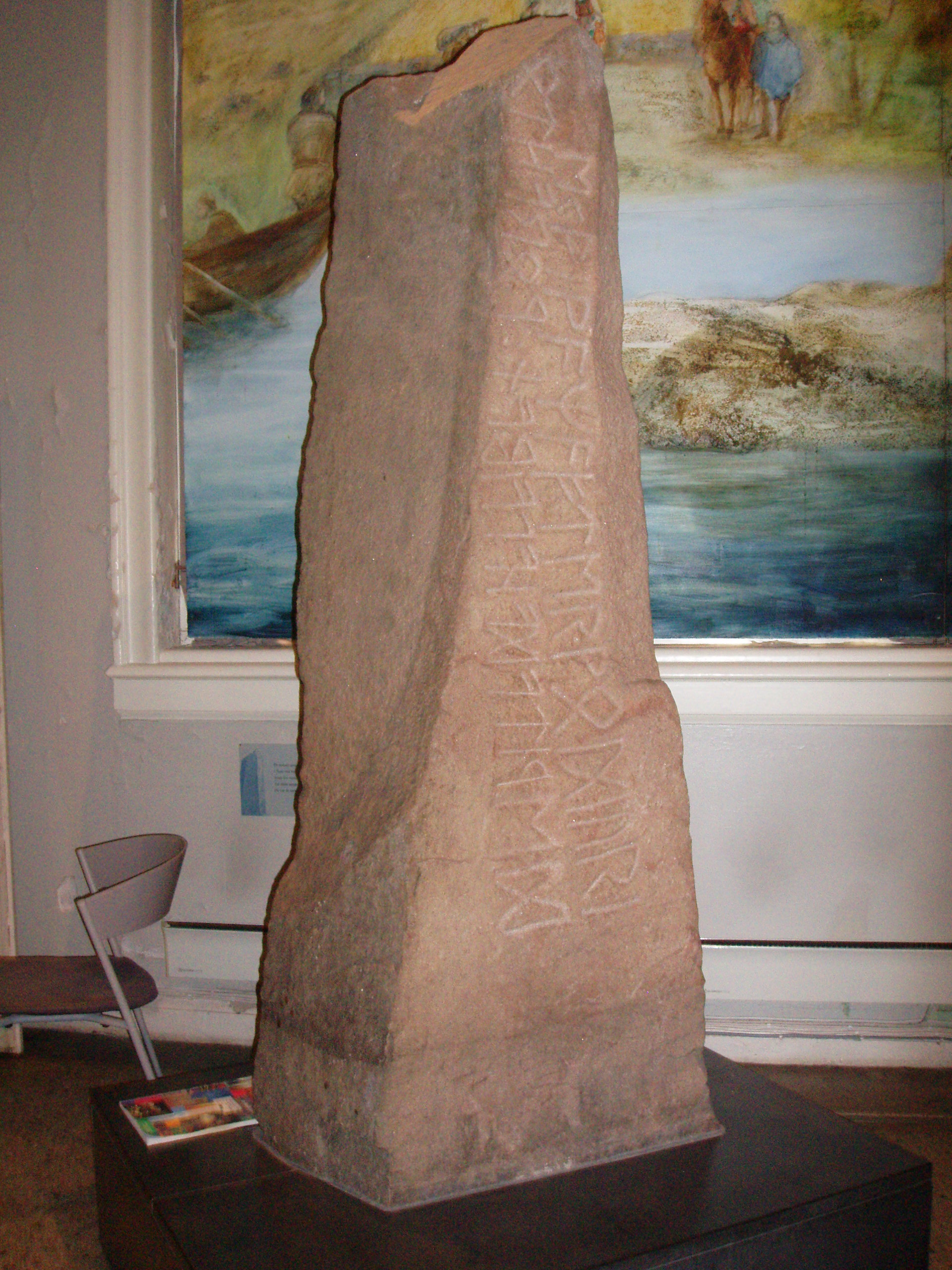
Tunestenen som hittades 1627 vid Tune kyrka finns vid Norsk Folkemuseum i Oslo.